# Carra

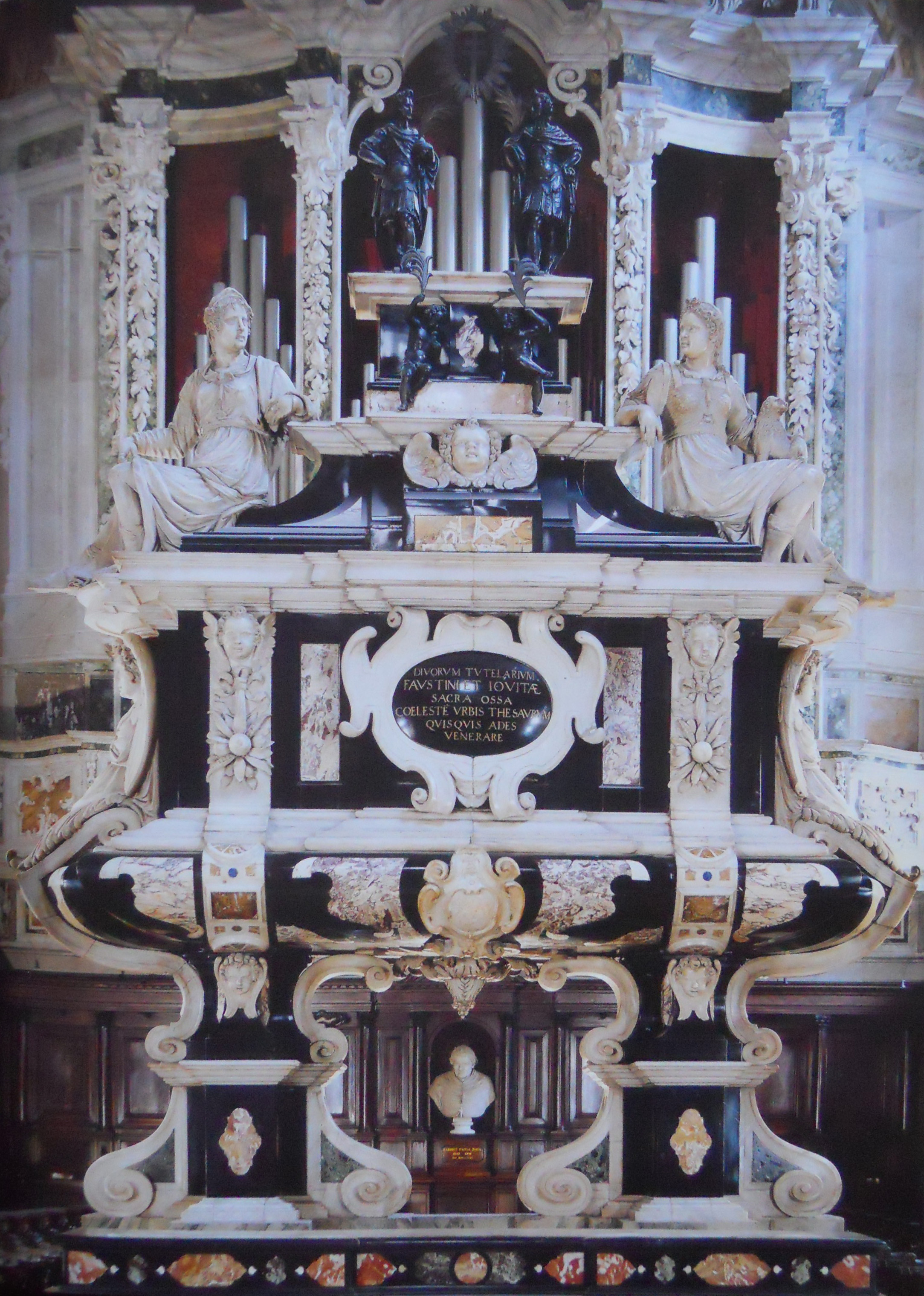
Giovanni Antonio Carra, arca dei santi Faustino e Giovita

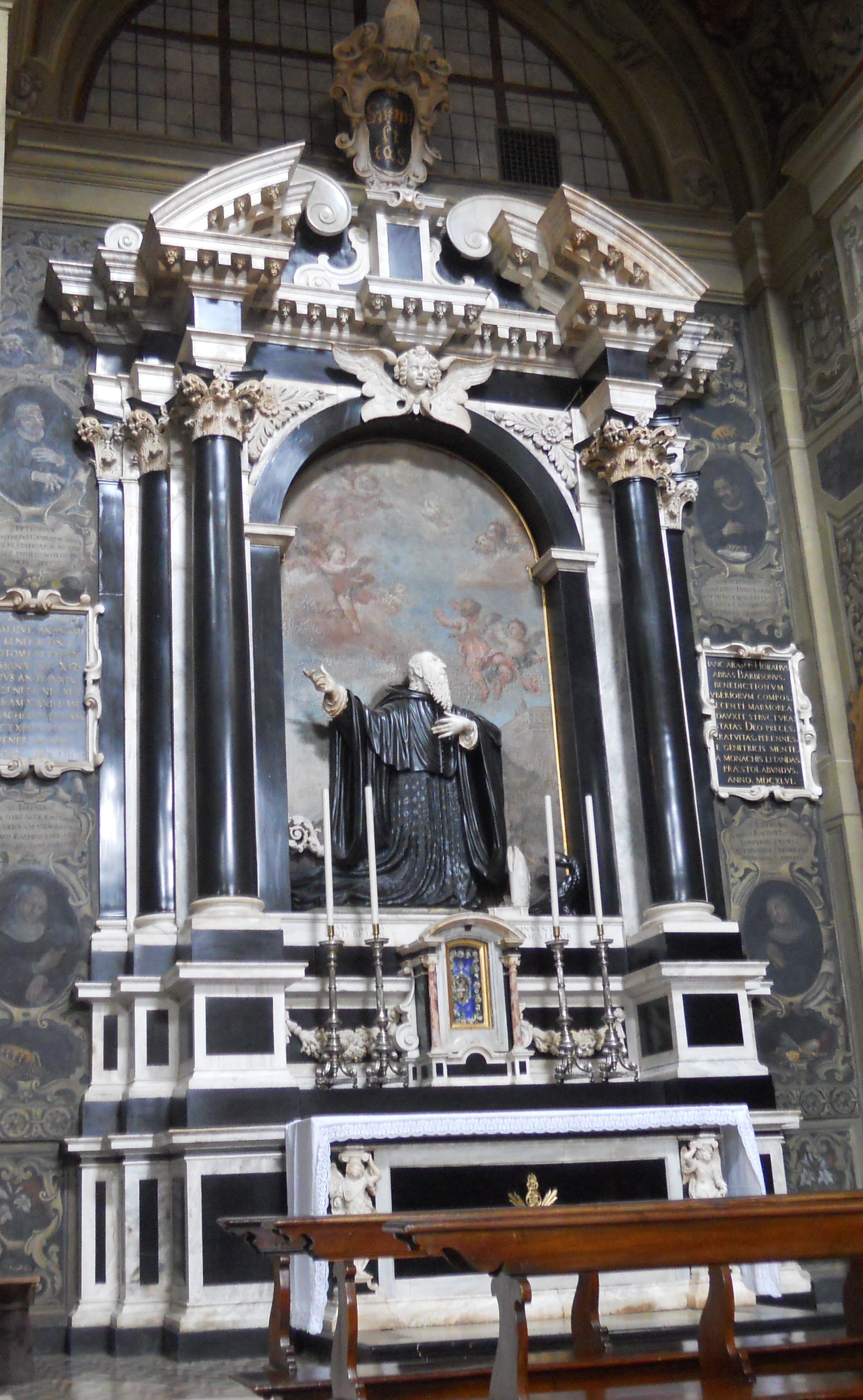
Giovanni Carra, altare di san Benedetto nella chiesa dei Santi Faustino e Giovita

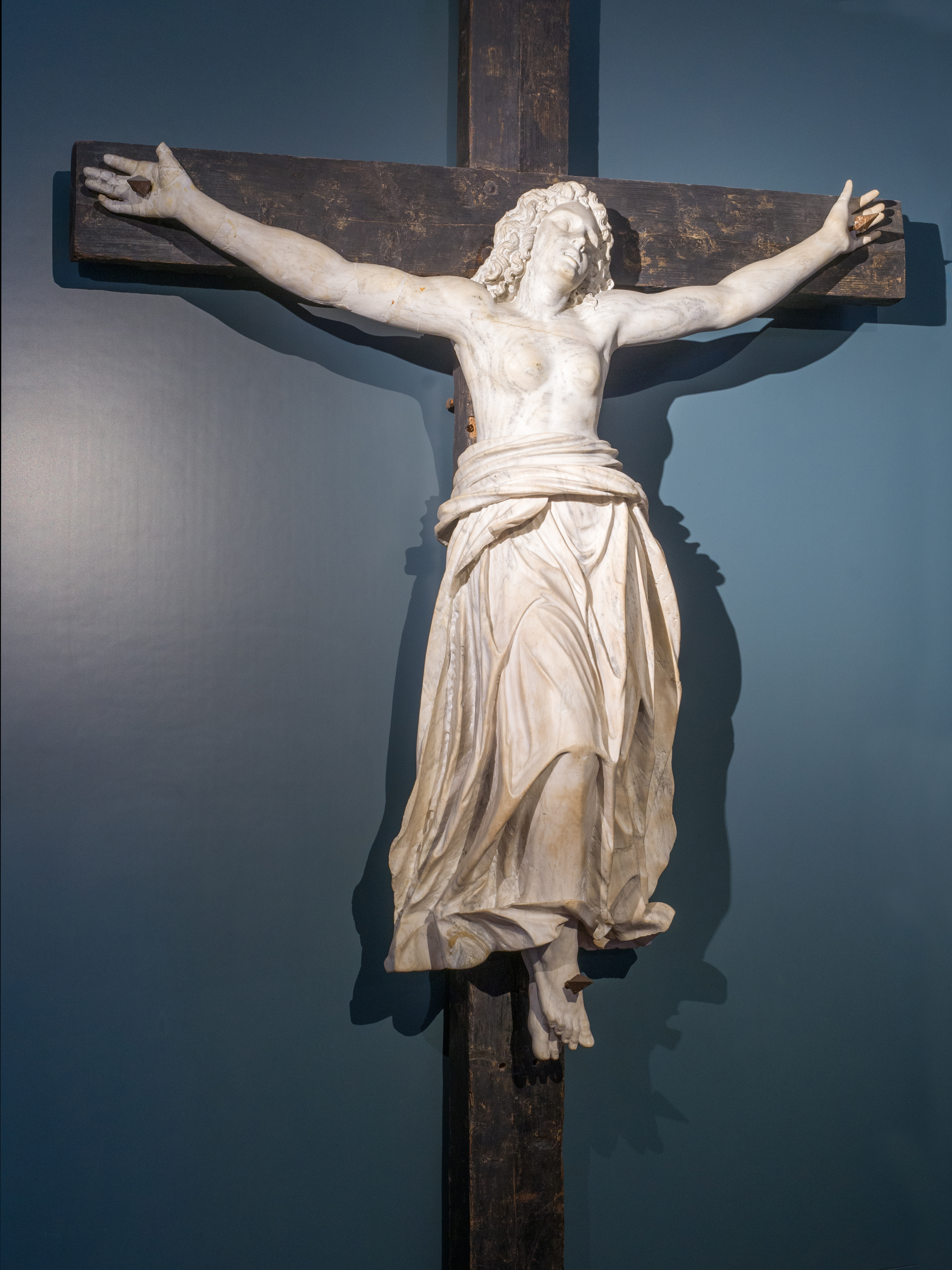
Santa Giulia crocifissa attribuita a Giovanni Carra Museo di Santa Giulia a Brescia.

I Carra sono stati un'importante famiglia di scultori a Brescia e nei territori attigui dalla seconda metà del Cinquecento al Seicento. Ai vari componenti della famiglia sono attribuite diverse opere, soprattutto statue ed elementi decorativi in chiese e palazzi della città e dei dintorni, che condizionarono l'arte barocca locale per un lungo periodo, fino all'imporsi dell'arte più esuberante e settecentesca dei Calegari. Sono noti alla storiografia tre membri fondamentali: Giovanni Antonio Carra, capostipite, e i due figli Giovanni e Carlo Carra.

## Giovanni Antonio Carra
Nato nei pressi di Lugano nella seconda metà del Cinquecento, è registrato per la prima volta a Brescia nel 1596 quando, assieme a Valentino Bonesini, scolpisce la fontana alla base della Torre della Pallata, disegnata da Pietro Maria Bagnadore. Negli stessi anni o poco dopo realizza il sepolcro del vescovo Gianfrancesco Morosini nel Duomo vecchio. Nel 1619, assieme al figlio Giovanni, scolpisce l'ancona marmorea per la Scuola del Rosario nella chiesa parrocchiale di Chiari, mentre risale al 1618 il contratto con il comune di Brescia per la nuova arca dei santi Faustino e Giovita, da collocare nella chiesa patronale cittadina. Assieme all'arca scolpisce anche le quattro statue che avrebbero sorretto il baldacchino sopra l'arca, oggi non più esistente.
Sono opera sua le due colossali statue dei santi patroni all'esterno dell'abside del Duomo nuovo e il San Giovanni Battista sul fianco nord della cattedrale, le statue di Angeli ai lati dell'altare della Madonna di San Luca nella chiesa di Santa Maria del Carmine e, nella stessa chiesa, i Santi Faustino e Giovita nelle nicchie a fianco dell'altare di san Michele. Gli è inoltre attribuito il monumento funerario a Tommaso Caprioli nella chiesa di Santa Maria delle Grazie e il San Lorenzo sul portale di facciata della chiesa di San Lorenzo.
Francesco Sansovino gli attribuisce, nella sua Venetia descritta, il gruppo scultoreo di Enea con Anchise e Ascanio custodito nel Palazzo Dolfin Manin di Venezia.
Realizzò anche la copia della Fontana di Ercole, collocata nella piazza XX Settembre di Asola (Mn).
Morì nel 1632.

## Giovanni Carra
Allievo del padre fin da giovane, lavorò come scultore per tutta la vita, soprattutto a fianco del fratello Carlo. L'unica opera nota per essere stata da lui concepita e realizzata individualmente è la statua di San Benedetto (1649) che costituisce la pala del terzo altare sinistro della chiesa dei Santi Faustino e Giovita a Brescia. Il Carra, probabilmente, si occupa anche della cornice architettonica, poiché nella sua firma, sul basamento della statua centrale, si legge chiaramente "IOAN CARRA / CIVIS BRIXIAE / INVENTOR / ET SCVLPTOR", che sembrerebbe quindi alludere all'esecuzione dell'intero apparato.
Assieme al fratello Carlo lavora nella basilica di Santa Maria Assunta a Clusone, in provincia di Bergamo, operando vari interventi decorativi all'interno e all'esterno. Sono documentati i lavori, eseguiti sempre assieme al fratello, nella cappella del Santissimo Sacramento della chiesa dei Santi Faustino e Giovita e un'arca marmorea nell'abbazia di San Giovanni a Parma. Solamente attribuita è invece la decorazione scultorea della cappella del Santissimo Sacramento nel Duomo vecchio.

## Carlo Carra
Come il fratello Giovanni, si formò nella bottega del padre e lavorò come scultore per tutta la vita. Le opere note, eseguite in collaborazione con il fratello, sono quelle elencate precedentemente: lavori nella basilica di Santa Maria Assunta a Clusone, nella cappella del Santissimo Sacramento della chiesa dei Santi Faustino e Giovita, un'arca marmorea nell'abbazia di San Giovanni a Parma e la decorazione scultorea della cappella del Santissimo Sacramento nel Duomo vecchio. È suo anche l'Altare della Madonna del Rosario nella Basilica di San Giovanni Battista a Lonato del Garda.

## Stefano Carra
Figlio di Carlo, nacque a Brescia nel 1647 e lavorò nella bottega del padre.
Nel anni 1688 realizzò, assieme al fratello Faustino, l'altare del Crocefisso nella chiesa prepositurale di Sant'Erasmo di Castel Goffredo.

## Faustino Carra
Figlio di Carlo, nacque a Brescia e si formò alla scuola del padre.